# Roldano Simeoni
Roldano Simeoni (Civitavecchia, 21 dicembre 1948) è un ex pallanuotista italiano, vincitore di una medaglia d'argento alle olimpiadi di Montréal 1976 e di una medaglia d'oro al Campionato Mondiale di Berlino 1978.

## Carriera

### Giocatore
Con la SNC Civitavecchia ha conquistato due scudetti allievi ,ha esordito a 15 anni in prima squadra ed è stato vice campione d'Italia; in seguito ha conquistato uno scudetto con la Pro Recco. Conclude la carriera al Brescia per poi intraprendere la carriera di allenatore, al Snc Civitavecchia maschile e alla Coser Civitavecchia femminile, conquistando con entrambe le formazioni diversi titoli giovanili.

### Nazionale
Con la nazionale si è laureato campione del mondo nel 1978 ed ha partecipato a ben 3 Olimpiadi (Monaco, Montreal e Mosca), arrivando a conquistare l'argento in Canada.